# Ère Chōryaku
L'ère Chōryaku (en japonais : 長暦) est une des ères du Japon (年号, nengō, littéralement « le nom de l'année ») suivant l'ère Chōgen et précédant l'ère Chōkyū s'étendant du mois d'avril 1037 à 1040. L'empereur régnant est Go-Suzaku-tennō (後朱雀天皇).

## Changement de l'ère
- 1037 Chōryaku gannen (長暦元年?) : Le nom de la nouvelle ère est créé pour marquer un événement ou une série d'événements. L'ère précédente se termine là où commence la nouvelle, en Chōgen 10, le 21e jour du 4e mois de 1037[1].

## Événements de l'ère Chōryaku
- 1037 (Chōryaku 1, 2e jour du 7e mois) : le fils ainé de l'empereur Go-Suzaku (le prince Chikihito qui deviendra l'empereur Go-Reizei) participe à sa cérémonie de majorité[1].
- 1037 (Chōryaku 1, 17e jour du 8e mois) : Go-Suzaku nomme formellement Chikihito comme héritier et prince héréditaire[1].
- 1038 (Chōryaku 2,1re jour du 9e mois) : Fujiwara no Chikaie est tué par un serviteur durant une tentative de cambriolage et tous les grands du clan Fujiwara prennent le deuil[2].

| Chōryaku  | 1re  | 2e   | 3e   | 4e   |
| Grégorien | 1037 | 1038 | 1039 | 1040 |